# Elisabet af Østrig (1554-1592)
 For alternative betydninger, se Elisabet af Østrig. (Se også artikler, som begynder med Elisabet af Østrig)
Elisabet af Østrig (5. juli 1554 – 22. januar 1592) var dronning af Frankrig fra 1570 til 1574 som hustru til Kong Karl 9. Hun var medlem af Huset Habsburg og var datter af Maximilian 2., den tysk-romerske kejser og Maria af Østrig.

## Tidlige år
Elisabet var det femte barn og anden datter blandt hendes forældres seksten børn, hvoraf otte overlevede den tidlige barndom. I sin barndom boede hun sammen med sin ældre søster Anna og yngre bror Matthias i en pavillon i den nybyggede Stallburgs haver, en del af Hofburg- komplekset i Wien. De nød en privilegeret og afsondret barndom og blev opdraget i den romersk-katolske tro. Hendes far Maximilian besøgte hende ofte, og Elisabet ser ud til at have været hans favorit. Hun lignede ham, ikke kun af udseende, men også af karakter: Elisabet var lige så intelligent og charmerende som sin far.
Med sin fejlfrie hvide hud, langt blondt hår og perfekt fysik blev hun betragtet som en af epokens store skønheder. Hun blev også betragtet som ærbar, from og varmhjertet, men naiv og intenst uskyldig på grund af sin beskyttede opdragelse. Alligevel var hun intellektuelt talentfuld. Elisabets brødre blev uddannet af den flamske forfatter og diplomat Ogier Ghiselin de Busbecq. Den nysgerrige prinsesse tilsluttede sig hurtigt og overskyggede dem endda i deres studier. Hendes mor Maria overvågede personligt sine døtres religiøs uddannelse, og fra hendes tidlige barndom var Elisabet imponeret over hendes navnebror Sankt Elisabet af Ungarn og angiveligt tog hende som sit forbillede.
Meget tidligt, omkring 1559, blev der foreslået et match mellem Elisabet og hertugen af Orléans, den fremtidige kong Karl 9. af Frankrig. I 1562 udbrød Maréchal de Vieilleville, et medlem af den franske delegation, der blev sendt til Wien, efter at have set den otte år gamle prinsesse: "Deres Majestæt, dette er Dronningen af Frankrig! ". Selvom Vieilleville ikke havde mandat til at give et tilbud, syntes Elisabets bedstefar, den tysk-romerske kejser Ferdinand 1., interesseret. Gaver blev udvekslet og kontakter blev knyttet mellem de to hof, men ingen spekulerede i at lære den unge prinsesse fransk til.

## Dronning af Frankrig
Først i 1569, efter fejlslagne i ægteskabsplaner med Frederik 2. af Danmark og Sebastian af Portugal, blev det franske tilbud alvorligt overvejet. Katarina af Medici, Karl 9.'s mor og magten bag tronen foretrak oprindeligt Elisabets ældre søster Anna, men sidstnævnte var allerede blevet valgt som den nye hustru til hendes onkel Kong Filip 2. af Spanien. Katarina af Medici accepterede endelig ægteskabet med den yngre Elisabet, da Frankrig absolut havde brug for et katolsk ægteskab for at bekæmpe det protestantiske parti, huguenoterne og for at cementere en alliance mellem Habsburgerne og den franske krone.
Elisabet blev først gift ved stedfortræder den 22. oktober 1570 i Speyers katedral, hvor hendes onkel, ærkehertug Ferdinand, stod som stedfortræder for Karl 9.. Efter langvarig fejring forlod hun den 4. november Østrig ledsaget af højtstående tyske embedsmænd, herunder ærkebiskop-kurfyrsten af Trier. På grund af dårligt vejr ved ankomsten til Frankrig, hvor konstant regn havde gjort veje umulige, tog man beslutningen om at fejre det officielle bryllup i den lille grænseby Mézières, i Champagne, (i dag Charleville-Mézières). Inden hun nåede til sin destination, boede Elisabet i Sedan, hvor hendes mands to yngre brødre Henrik, hertug af Anjou, og Frans, hertug af Alençon, tog imod hende. Nysgerrig på sin kommende hustru udklædte Karl sig som en soldat og rejste til Sedan, hvor han blandede sig i mængden af hoffolk for at observere hende inkognito, mens hans bror Henrik viste hende arkitekturen i Sedans fæstning. Karl blev angiveligt Henrikkt (enchanté) over synet af hende.
Kong Karl 9. af Frankrig og ærkehertuginde Elisabet af Østrig blev formelt gift den 26. november 1570 i Mézières. Kardinal Karl af Bourbon foretog ceremonien. Begivenheden blev fejret med enorm pomp og ekstravagance, på trods af den franske økonomis sørgelige tilstand. Den nye dronnings brudekjole var af sølvbroderet, drysset med perler, og hendes tiara var besat med perler, smaragder, diamanter, safirer og rubiner.
På grund af den vanskelige rejse og det kolde vejr blev Elisabet i begyndelsen af 1571 syg. Da brylluppet fandt sted langt væk fra Paris, var det først i foråret, at den tysk-franske alliance blev fejret endnu en gang med storslåede fester i hovedstaden. Den 25. marts 1571 blev Elisabet indviet som dronning af Frankrig af ærkebiskoppen af Reims i Saint-Denis Basilikaen. Den nye dronning gjorde officielt sin indrejse i Paris fire dage senere, den 29. marts. Derefter forsvandt hun fra det offentlige liv.
Elisabet var så glad for sin mand, at hun til andres morskab, ikke tøvede med at kysse ham foran andre. Imidlertid havde Karl 9. allerede i langt tid haft en elskerinde, Marie Touchet, der berømt skulle have sagt: "Den tyske pige skræmmer mig ikke" (L'Allemande ne me fait pas peur ). Efter en kort forelskelse i sin unge brud vendte Karl 9. hurtigt tilbage til sin elskerinde. Kongeparret havde imidlertid et varmt og støttende forhold. Karl indså, at det franske hofs liberale måder kunne chokere Elisabet og sammen med sin mor gjorde han en indsats for at beskytte hende mod dens udskejelser. Derudover sørgede Katarina af Medici for, at hendes nye svigerdatter blev holdt ude af statens anliggender.
Elisabet talte flydende tysk, spansk, latin og italiensk, men hun havde svært med at lære fransk. Hun følte sig også ensom i det livlige og udsvævende franske hof. Alligevel var en af hendes få venner hendes svigerinde, Margrete af Valois, som ikke var kendt for sin dyd. Busbecq, hendes tidligere tutor, der havde ledsaget hende til Frankrig, blev gjort til overkammerherre i hendes husstand, og Madeleine af Savoyen blev udnævnt til hendes overhofdame.
Elisabet, chokeret over det franske hofs udsvævende levevis, dedikerede sin tid til broderiarbejde, læsning og især velgørende arbejde og fromme værker. Hun fortsatte med at gå til messe to gange om dagen og blev forfærdet over, hvor lidt respekt, der blev vist til religion af de angiveligt katolske hofmænd. Hendes ene kontroversielle handling var at vise sin mening ved at afvise opmærksomheden fra protestantiske hofmænd og politikere ved at nægte Huguenot-lederen, Gaspard 2. de Coligny, tilladelse til at kysse hendes hånd, da han hyldede kongefamilien. 
På trods af sin stærke modstand mod protestantisme i Frankrig, blev hun forfærdet, da hun modtog nyhederne om massakren påBartholomæusnatten, der begyndte den 24. august 1572, og som fortsatte i flere dage derefter, da tusindvis af franske protestanter blev slagtet i Paris. Ifølge historikeren Brantôme spurgte hun den følgende morgen, chokeret over at have hørt om massakren fra en person i hendes følge, om hendes mand havde kendskab til det. Efter at hun var blevet fortalt, at han ikke kun havde kendskab til den, men sågar var dets initiativtager, udbrød hun: "Åh, min Gud! Hvad er dette? Hvem er disse rådgivere, der gav ham sådan et råd? Min Gud, jeg beder dig om at tilgive ham..." Så bad hun om sin tidebog og begyndte at bede. I løbet af disse dage fik Elisabet begæringer om at tale for de uskyldige, og hun formåede at sikre et løfte om at skåne de udenlandske (især mange tyske) protestanters liv. Ganske langt henne i graviditeten på det tidspunkt (hun var syv måneder henne) glædede hun sig ikke offentligt over så mange dødsfald, som andre fremtrædende katolikker ellers gjorde.
To måneder senere, den 27. oktober 1572, fødte Elisabet sit første og eneste barn, en datter, i Louvre-paladset. Barnet fik navnet Marie Elisabet efter sin bedstemor, Kejserinde Maria og Dronning Elizabeth 1. af England, som var hendes gudmødre.
På det tidspunkt, hvor hun blev født, blev Marie Elisabets fars helbred hurtigt forværret, og efter langvarige lidelser, hvor Elisabet tavs gav ham støtte og bad om helbredelse, døde Karl 9. den 30. maj 1574. Elisabet græd "tårer så ømme og så hemmelige" ifølge Brantôme ved sengekanten.
Efter at have afsluttet den 40 dage lange sorgperiode blev Elisabet, nu kaldet la Reine blanche (Den hvide dronning), da hvidt tøj efter sædvane blev båret af enken efter den afdøde konge af Frankrig efter den oprindelige sorgperiode, blev af hendes far tvunget til at vende tilbage til Wien. Kort tid inden havde Kejser Maximilian 2. fremsat forslaget om et nyt ægteskab for hende, denne gang med hendes afdøde mands bror og efterfølger, Kong Henrik 3. af Frankrig. Dog nægtede hun såvel som Henrik bestemt. Ved kongebrev dateret den 21. november 1575 gav Henrik 3. hende Grevskabet La Marche som hendes enkesæde. Desuden modtog hun titlen Hertuginde af Berry og i 1577 opnåede hun gennem bytte hertugdømmerne Auvergne og Bourbon. Den 28. august 1575 besøgte Elisabet sin næsten tre år gamle datter i Amboise for sidste gang, og den 5. december forlod hun Paris .

## Enkestand og død
Tilbage i Wien boede Elisabet først i sit barndomshjem, Stallburg. Den 12. oktober 1576 døde hendes elskede far Maximilian 2., og hendes bror Rudolf 2. efterfulgte ham som tysk-romersk kejser. Hendes sidste store tragedie kom den 2. april 1578, da hendes fem og et halvt år gamle datter Marie Elisabet døde. Da der blev fremsat et nyt ægteskabsforslag til hende, denne gang fra kong Filip 2. af Spanien efter hans hustru Annas død i 1580, nægtede hun igen. Ifølge Brantôme svarede hun på tilbuddet med den berømte sætning: "Frankrigs dronninger gifter sig ikke igen" (Les Reines de France ne se remarient point), engang sagt af Blanka af Navarre, enke efter Kong Filip 6.
I Frankrig, hvor Busbecq administrerede hendes besiddelser, opførte Elisabet et jesuittisk kollegium i Bourges, skønt hun aldrig modtog de monetære indtægter fra sine domæner.
I begyndelsen af 1580 købte Elisabet noget land i nærheden af Stallburg og grundlagde Clarisserklostret Maria, Englenes dronning (Klarissinnenkloster Maria, Königin der Engel), også kendt som Dronningens kloster( Königinkloster ). Elisabet helligede sig fra nu af sit liv til at følge sit klosters hellige protektors eksempel i udøvelsen af fromhed, hjælp til de fattige og sundhedsvæsenet. Selv adelens forarmede døtre fandt hendes støtte. Hun finansierede også restaureringen af Allehelgens-kapellet i Hradčany, Prag, som var blevet ødelagt i en brand i 1541.
Elisabet erhvervede flere relikvier til sit kloster. I 1588 opnåede hun samtykke fra sin bror Maximilian 3., som medhjælper for den Den Tyske Orden, at få nogle af knoglerne fra Sankt Elisabet af Ungarn, som var placeret i Marburg, sendt til sig.
Efter sin afrejse fra Frankrig opretholdt Elisabet en regelmæssig korrespondance med sin svigerinde Dronning Margrete af Navarra, og da sidstnævnte blev udstødt fra resten af den kongelige familie, stillede hun halvdelen af de indtægter, hun fik fra Frankrig, til rådighed for hende. Brantôme fortæller, at Elisabet ved en lejlighed sendte to bøger (nu tabte) til Margrete skrevet af hende: Et hengiven værk (Sur la parole de Dieu) og et historisk værk (Sur les événements considérables qui arrivèrent en France de son temps ).
Elisabet døde den 22. januar 1592 af lungehindebetændelse og blev begravet under en simpel marmorplade i hendes klosterkirke. Om hendes død skrev Brantôme:
Da hun døde, sagde kejserinden [...] (hendes mor) [. . . ] "El mejor de nos otros es muerto" (Den bedste af os er død).
Som resultat af Kejser Josef 2.'s reformer blev dronningens kloster lukket i 1782 for at oprette den lutherske bykirke. Efter ordre fra Josef 2. blev Elisabets rester overført til en af krypterne under Stephansdom, Wien.
I sit testamente donerede Elizabeth ikke kun penge til de fattige og syge, men inkluderede også midler til bøn for hendes afdøde mand i klosterkirken. Hendes spanske, tyske, franske, italienske og latinske bøger fra hendes bibliotek, et antal værker af den jesuittiske prædikant Georg Scherer, en bog med profetier af den franske astrolog Nostradamus skrevet i 1571 og tragedien Antigone af den antikke græske digter Sofokles efterlod hun til sin bror Kejser Rudolf 2. Hendes vielsesring blev givet til en anden bror Ernst.